# Najash
Najash ist eine ausgestorbene Gattung schlangenähnlicher Schuppenkriechtiere mit fehlenden Vorderbeinen und funktionalen hinteren Gliedmaßen. Die einzige bekannte Art der bislang monotypischen Gattung ist Najash rionegrina aus der Oberkreide von Argentinien. Die Gattung und ihre Typusart lieferten wesentliche Aspekte zur stammesgeschichtlichen Entwicklung der Schlangen.

## Forschungsgeschichte und Etymologie
Die Erstbeschreibung von Gattung und Typusart erfolgte 2006 durch Sebastián Apesteguía und Hussam Zaher im Wissenschaftsmagazin Nature auf Basis eines fast vollständigen postcranialen und artikulierten (in anatomischen Zusammenhang stehenden) Skeletts und Fragmenten des linken Unterkiefers (Holotypus MPCA 390–398, 400). Dazu kamen zwei weitere Exemplare mit Teilen des Hirnschädels und einigen präsakralen Wirbeln (MPCA 385) sowie isolierte Skelettelemente eines größeren Individuums (MPCA 380–383). Alle Fossilbelege der Erstbeschreibung werden am „Museo Paleontológico Carlos Ameghino“ (MPCA) in Cipolletti in der argentinischen Provinz Río Negro aufbewahrt.
Eine Neubeschreibung von Gattung und Typusart auf Basis des gleichen Belegmaterials erfolgte 2009 durch Hussam Zaher und Co-Autoren.
Im Jahr 2019 wurde über den Fund von drei postcranialen Skelettfragmenten und insgesamt acht Schädeln, darunter ein fast vollständiger, dreidimensional erhaltenes Schädelskelett (MPCA 500) berichtet, die neue Erkenntnisse zur phylogenetischen Stellung von Najash erlaubten. Das neue Fundmaterial wurde allerdings nur der Gattung Najash (Najash sp.) zugeordnet, nicht direkt der Typusart oder einer weiteren Art der Gattung.
Der Gattungsname „Najash“ bezieht sich auf die biblische Schlange Nachash (hebräisch נחש), welche Adam und Eva im Paradies verführte. Der Artzusatz „rionegrina“ nimmt Bezug auf den Fundort in der argentinischen Provinz Río Negro.

## Alterszuordnung der Funde
Alle bislang bekannten Funde von Najash stammen aus der La Buitrera-Fossillagerstätte (La Buitrera Palaeontological Area – „LBPA“) nordwestlich der Stadt Cerro Policía in der argentinischen Provinz Río Negro. Die terrestrischen Sedimente der LBPA sind Teil der oberen Candeleros-Formation als tiefster Einheit der Neuquén-Gruppe.
Für die Candeleros-Formation selbst liegen keine direkten geochronologischen Altersdaten vor. Der Beginn der Sedimentablagerungen wird in das frühe Cenomanium gestellt. Eine Tufflage innerhalb der überlagernden Huincul-Formation konnte mit Spaltspurdatierung an Zirkon auf ein Alter von 88,0 ± 3,9 Ma bestimmt werden. In der Erstbeschreibung wird das chronostratigraphische Alter von Najash dementsprechend vorsichtig mit „Cenomanium – Turonium“ angegeben, was einem Absolutalter von rund 101–90 Ma entsprechen würde.
Uran-Blei- und Lutetium-Hafnium-Datierungen an detritischen Zirkonen der Candeleros-Formation liegen, je nach geographischer Position, zwischen 98,6 ± 2,5 und 104,3 ± 2,5 Ma, was in etwa der Grenze zwischen Albium und Cenomanium entspricht. Anders als die Datierung der Tufflage innerhalb der Huincul-Formation, liefert die Datierung detritischer Minerale in klastischen Sedimenten lediglich ein Maximalalter für den Zeitpunkt der Ablagerung (die Sedimente müssen jünger sein, als das jüngste darin enthaltene detritische Mineral), steht jedoch nicht im Widerspruch mit der vermuteten Alterszuordnung von Najash.

## Merkmale
Najash rionegrina konnte eine Länge von fast 2 m erreichen. Der Körperbau war extrem langgestreckt mit einer erhöhten Anzahl an Wirbeln. Der Holotypus weist 109 präsakrale Wirbel, zwei Kreuzbeinwirbel und elf Schwanzwirbel auf. Hinweise auf vordere Gliedmaßen oder Reste eines Schultergürtels sind nicht vorhanden.
Das Becken ist dagegen gut entwickelt, mit langem, dorsal gekrümmtem Darmbein, einem ähnlich geformten, aber anteroventral orientierten Schambein und einem kleinen, beilförmigen Sitzbein. Von den hinteren Gliedmaßen sind nur Oberschenkelknochen, Schien- und Wadenbein fossil erhalten. Die Knochen der hinteren Extremitäten sind kurz, aber kräftig gebaut und der Oberschenkelknochen zeigt einen deutlich ausgebildeten Trochanter als Muskelansatzstelle. Die Beckenknochen samt Hinterbeinen stehen in Kontakt mit den beiden Kreuzbeinwirbeln und liegen außerhalb des Rippenkorbes. Najash unterscheidet sich damit signifikant sowohl von ausgestorbenen Schlangenarten mit Hinterbeinen aus der Kreidezeit (Pachyrhachis, Haasiophis und Eupodophis) als auch von modernen Schlangen mit Afterspornen als Rudimente von Hinterbeinen, wie etwa Pythons und Boas. In diesen Fällen fehlen die Kreuzbeinwirbel. Die Beckenknochen und Hinterbeine haben den Kontakt zur Wirbelsäule verloren und liegen isoliert in der Muskulatur innerhalb des Rippenkorbes eingebettet.
Das Schädelskelett von Najash weist eine Mischung aus Echsen-ähnlichen Merkmalen und typischen Schädelmerkmalen höher entwickelter Schlangen auf. Als Echsen-ähnliche Merkmale gelten das Vorhandensein eines markanten, dreistrahligen Jochbeins und das Fehlen einer vollständigen Crista circumfenestralis, einer knöchernen Kammstruktur, die bei modernen Schlangen das Vorhoffenster und die seitliche Öffnung im Recessus scala tympani umgibt. Als Schlangen-ähnliches Merkmal gilt dagegen etwa das Fehlen eines Postorbitale.

## Palökologie
Die Candeleros-Formation wird im Wesentlichen aus Sandsteinen und Konglomeraten, die in verflochtenen bis mäandrierenden Flusssystemen abgelagert wurden, teilweise jedoch auch aus äolischen Sedimenten größerer Dünenfelder mit häufigen, durch Wurzelhorizonte und Grabbauten markierte, Paläoböden gebildet. Der Ablagerungsraum wird als fluviatil überprägter Rand einer ausgedehnteren Sandwüste („Kokorkom-Wüste“) interpretiert. Die meisten Belegexemplare von Najash stammen aus den Dünensedimenten und den damit verknüpften Paläoböden.

## Bedeutung für Wissenschaft und Forschung
Die fossilen Überreste von Najash rionegrina wurden in den terrestrischen Ablagerungen gefunden. Das erwies, dass es sich bei dem kreidezeitlichen Fossil eindeutig um einen Landbewohner handelte. Die Skelett weist sowohl Merkmale von urzeitlichen Schlangen als auch von basalen Echsen auf. Vom Aussehen ähnelt das Reptil einer Mischung aus Strumpfbandnatter und Skink, mit dem es aber nicht verwandt ist:
Der 2013 gefundene Schädel brachte weitere neue Erkenntnisse zur Entwicklungsgeschichte der Schlangen. Bisher dachten die Forscher, dass es sich bei den ersten landbewohnenden Schlangen um wurmartige, grabende und Höhlen bewohnende Blindschlangen ähnliche Tiere handelte. Najash rionegrina hatte jedoch im Gegensatz zu ihnen ein großes Maul mit scharfen Zähnen und konnte so auch größere Beutetiere verschlingen.
Mit dem Fund der fossilen Überreste von Najash rionegrina wurden sämtliche bis dahin gefundene Erkenntnisse zur Evolutionsbiologie der Schlangen über den Haufen geworfen. Bis zu ihrer Entdeckung meinte man, dass sich die ersten Schlangen ausschließlich in den Meeren entwickelt haben. Die in älteren Erdschichten gefundenen Knochen dieser landbewohnenden Schlange weisen jedoch auf einen umgekehrten Weg hin. Die drei fast vollständig erhaltenen Skelette sowie die acht Schädel zählen mittlerweile zu den best untersuchten Urschlangenfossilien überhaupt. Neben den üblichen Verfahren wurden sie  mithilfe von Mikro-Computertomografie durchleuchtet. Anhand der neuen Befunde konnten einige Rätsel zur Entwicklung von Echse zu Schlange gelöst werden. Nur welche Echse der wirkliche Vorfahre der Schlangen war bleibt immer noch ein Geheimnis.

## Andere prähistorische Schlangen mit Beinen
Neben Najash sind weitere Urschlangen mit ausgeprägten Hinterbeinen bekannt:
- Haasiophis terrasanctus Tchernov et al., 2000
- Pachyrhachis problematicus Haas, 1979
- Eupodophis descouensi Rage & Escuillié, 2000
- Diablophis gilmorei (Evans, 1996)